# Contea di Murchison
La contea di Murchison è una delle diciassette Local Government Areas che si trovano nella regione di Mid West, in Australia Occidentale. Essa si estende su di una superficie di circa 41.173 chilometri quadrati ed ha una popolazione di 110 abitanti, la meno popolosa dello Stato. La popolazione è talmente scarsa che la contea di Murchison è anche l'unica a non avere una città e di conseguenza un capoluogo.